# ماوريسي جويجي
ماوريسي جويجي (بالفرنسية: Maurice Guigue)‏ (4 أغسطس 1912 - 27 فبراير 2011)، هو حكم كرة قدم فرنسي قاد نهائي كأس العالم 1958 وهو ثاني فرنسي يقوم بإدارة تحكيم المباراة النهائية لنهائي كأس العالم بعد جورج كابديفل في نهائي 1938.

## روابط خارجية
- ماوريسي جويجي على موقع Soccerway.com (الإنجليزية)